# 國立高雄大學
國立高雄大學（簡稱高大、NUK），是臺灣國立大學系統系統成員校，一所2000年成立於臺灣高雄市楠梓區的國立大學。2019年獲英國泰晤士高等教育公布「2000年後成立、世界最佳千禧年大學」全球第56名，也是臺灣唯一入榜的國立大學。

## 校史
- 1997年，行政院核定國立高雄大學籌備處正式成立。
- 2000年2月1日，國立高雄大學正式創校，設有法律學系、西洋語文學系、應用數學系、政治法律學系、應用經濟學系、電機工程學系。[4]
- 2001年，增設亞太工商管理學系、運動健康與休閒學系、應用化學系、生命科學系、財經法律學系、土木與環境工程學系。
- 2002年，增設都市發展與建築研究所、生物科技研究所、民族藝術學系、金融管理學系、資訊管理學系、應用物理學系。同年6月，開始籌備人文社會科學院。同年7月，整合法律學系、政治法律學系及財經法律學系成立「法學院」。
- 2003年，增設統計學研究所碩士班、化學工程與材料工程學系、資訊工程學系。同年5月，整合土木與環境工程學系、化學工程與材料工程學系、資訊工程學系、電機工程學系成立「工學院」。
- 2004年5月，整合西洋語文學系、運動健康與休閒學系及民族藝術學系成立「人文社會科學院」。同年8月，增設運動健康與休閒學系二年制在職專班、電機工程學系碩士班、經濟管理研究所。
- 2006年2月，增設應用數學系碩士班、應用化學系碩士班、統計學研究所博士班、亞太工商管理學系碩士班。整合應用經濟學系、亞太工商管理學系、金融管理學系、資訊管理學系、經濟管理研究所成立「管理學院」。入選『獎勵大學教學卓越計畫』。
- 2007年，增設運動健康與休閒學系碩士班、化學工程與材料工程學系碩士班、資訊工程學系碩士班、應用數學系博士班、應用物理學系碩士班。民族藝術學系改名傳統工藝與創意設計學系。再度入選『獎勵大學教學卓越計畫』。
- 2008年，增設東亞語文學系。
- 2011年8月，增設國際企業碩士學位學程、電機工程學系博士班。同年11月，原都市發展與建築研究所、傳統工藝與創意設計學系整併為創意設計與建築學系（含碩士班），並隸屬人文社會科學院。
- 2012年8月1日，增設運動競技學系。
- 2013年，生命科學系與生物科技研究所於整併為生命科學系（含碩士班）。
- 2014年，增設西洋語文學系碩士班。國立高雄大學，與文藻外語大學、高雄醫學大學、國立中正大學、國立屏東科技大學、國立高雄師範大學、國立高雄第一科技大學、國立臺南大學、義守大學等9所南台灣大學校院為聯盟成員，成立『南台灣大學ST9國際交流策略聯盟』。[5]
- 2015年，入選2015～2016年『獎勵大學教學卓越計畫』。
- 2018年1月30日，加入由國立中山大學統合高雄醫學大學、國立高雄大學、國立高雄第一科技大學、國立高雄應用科技大學及國立屏東科技大學的『南台灣國際產學聯盟』[6]。同年2月，入選『高等教育深耕計畫』。同年8月，停招創意設計與建築學系。新設工藝與創意設計學系[7]、建築學系（含碩士班、碩士在職專班）[8]、東亞語文學系碩士班、應用科學碩士學位學程。
- 2018年4月29日，「駐印尼棉蘭辦事處」揭牌啟用，推動高大高教深耕計畫、海外實習、留學交換等業務。[9]
- 2019年榮獲行政院「108年度國家永續發展獎教育類入選獎」、「TSCA台灣企業永續報告金獎」[10]。
- 2020年創校20週年，承辦全國大專校院運動會（全大運），原定5月2日至6日進行，共有田徑、游泳、體操、桌球、羽球、網球、軟式網球、跆拳道、射箭、擊劍、柔道、空手道、舉重、拳擊、射擊、角力、木球、競技啦啦隊等18種競賽種類。然而因2019冠狀病毒病疫情影響而延後至同年10月31日至11月4日舉辦[11]。

## 歷任校長
| 任期 | 姓名   | 任職日期   | 離職日期   | 備註               |
| ---- | ------ | ---------- | ---------- | ------------------ |
| 01   | 王仁宏 | 2000年     | 2004年     | 首任               |
| 02   | 黃英忠 | 2004年     | 2008年     | 第一任             |
| 03   | 黃英忠 | 2008年     | 2012年     | 連任；第二任       |
| 04   | 黃肇瑞 | 2012年     | 2016年     |                    |
| 05   | 王學亮 | 2016年     | 2020年     |                    |
| 代理 | 莊寶鵰 | 2020年8月  | 2020年11月 | 時任學術副校長代理 |
| 06   | 陳月端 | 2020年11月 | 2024年7月  | 首位女校長         |
| 07   | 陳啓仁 | 2024年8月  |            | 現任               |

## 世界排名
- 2021年英國《泰晤士世界年輕大學排名》(THE Young University Rankings)，世界排名401名以外，國立大學排名並列第8大，國立大學僅次東華 (251–300)、雲科 (301–350)、中正 (351–400)、彰師 (351–400)[14]

| 公立學校         | 世界排名 | 國立排名 |
| ---------------- | -------- | -------- |
| 國立陽明大學     | 83       | 1        |
| 國立臺灣科技大學 | 106      | 2        |
| 國立中山大學     | 196      | 3        |
| 國立東華大學     | 251–300  | 4        |
| 國立雲林科技大學 | 301–350  | 5        |
| 國立中正大學     | 351-400  | 6–7      |
| 國立彰化師範大學 | 351–400  | 6–7      |
| 國立高雄大學     | 401+     | 8–10     |
| 國立暨南國際大學 | 401+     | 8–10     |
| 國立勤益科技大學 | 401+     | 8–10     |

- 2022年英國《泰晤士亞洲大學排名》(THE Asia University Rankings)，亞洲排名501以外，全國排名與嘉義大學、暨南大學並列全國第30名。[15]

| 公立學校     | 世界排名 | 全國排名 |
| ------------ | -------- | -------- |
| 國立高雄大學 | 501+     | 30       |

- 2023年英國《泰晤士世界大學排名》(THE World University Rankings)，世界排名1501名以外，全國排名並列第30名[16]

- 2022年《泰晤士報大學影響力排名》(Times Higher Education Impact Rankings)，世界排名401-600，全國排名並列第22名[17]

## 校園環境

### 區位
位於高雄市楠梓區下鹽田地區，屬於楠梓區藍田里、中興里與中和里等三個里，與高雄國際機場相距二十公里，與南部科學工業園區臺南園區約距四十公里，位居大高雄的鄉村發展軸線上。

### 景觀
校區地處熱帶季風氣候區，終年炎熱，校園內以開放式的植栽綠化，有氣勢雄偉的廣場、寧靜的散步休閒廣場及親水空間，成為開放式校園，沒有圍牆的國立大學。

### 體育設施

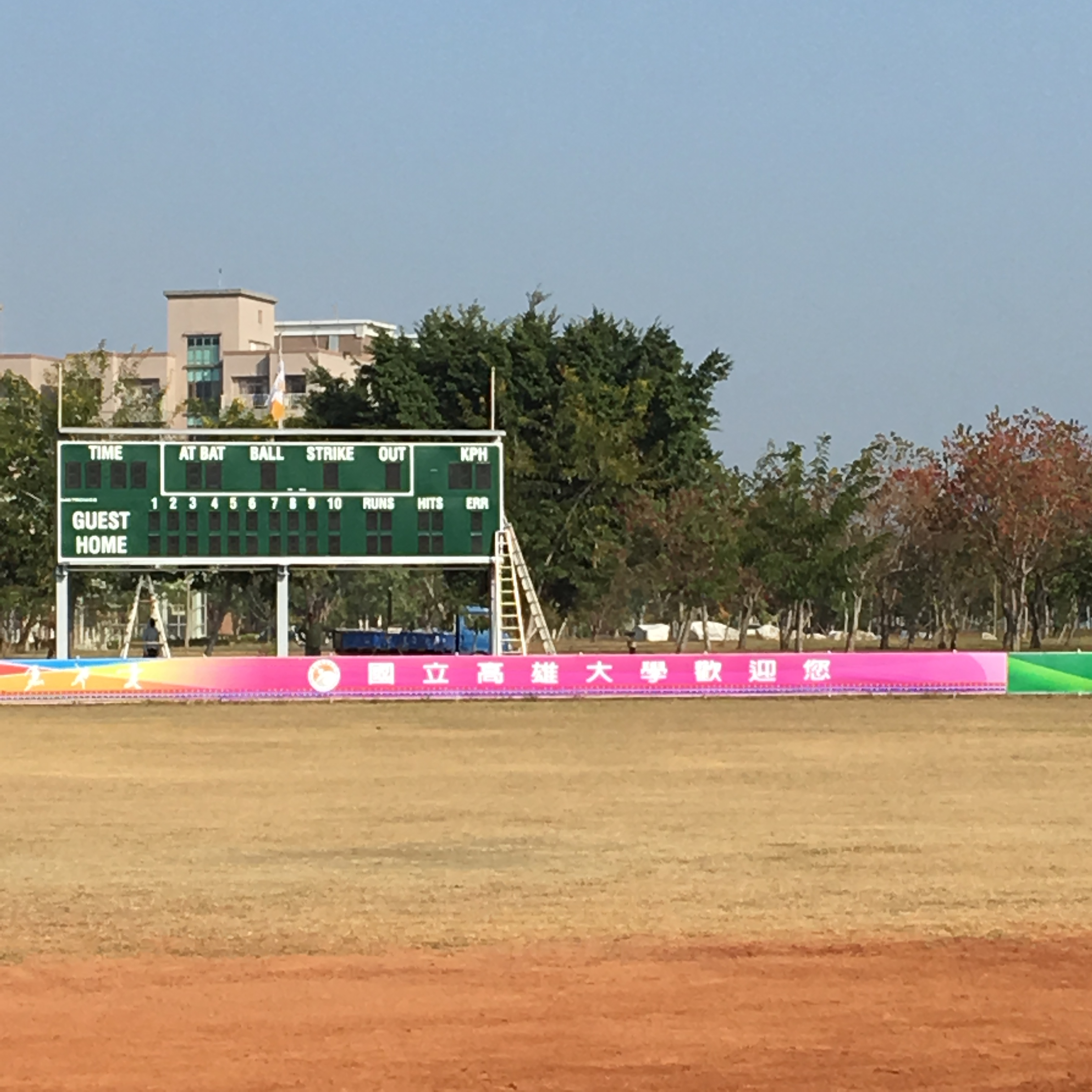
棒球場

運休大樓
| - 游泳池：25x50m，國際標準水道 x10 - 健身房：心肺訓練室、肌力訓練室 - 壁球室 x2 | - 桌球室 x15 - 羽球場 x4 - 體適能教室 |

戶外場地
（除木球場外，皆有夜間照明）
| - 籃球場 x8 - 棒球場 - 田徑場 | - 網球場 x6 - 排球場 x4 - 木球場 |

洪四川運動場（風雨球場）
| - 籃球場 x3 | - 排球場 x1 |

- 棒球場

### 校園交通
校內愛心腳踏車（目前因2019冠狀病毒病疫情影響而暫停使用，再加上多數車輛年久失修，可能短期之內全數報廢而不再提供。）

### 周邊交通
高雄市公車鄰近路線與鄰近站牌
- 245

| 路線                       | 站牌                               |
| -------------------------- | ---------------------------------- |
| 245【加昌站─台鐵新左營站】 | 高大管理學院、高雄大學（大學南路） |

- 紅56

| 路線                                                 | 站牌                                                                         |
| ---------------------------------------------------- | ---------------------------------------------------------------------------- |
| 紅56A【捷運楠梓加工區─高雄大學】                     | 高大管理學院、高雄大學（大學南路）、大學十七街口、大學西路口（第一綜合大樓） |
| 紅56B【捷運楠梓加工區─高雄大學〈延駛德民黃昏市場〉】 | 高大管理學院、高雄大學（大學南路）、大學十七街口、大學西路口（第一綜合大樓） |

- 紅53 梓官幹線

| 路線                              | 站牌                                     |
| --------------------------------- | ---------------------------------------- |
| 紅53區間【台鐵新左營站─援中國小】 | 大學十七街口、大學西路口（第一綜合大樓） |

高雄市公共自行車租賃系統鄰近租賃站
- 高雄大學：高雄大學路/大學南路口(西北側)
- 藍田公園(高雄大學路側)：高雄大學路/藍田路口東北側
- 市立中山高級中學(藍田路側)：藍田路/藍昌路口(東北側人行道)
- 高雄大學(大學西路側)：大學西路819號(對面)
- 大學西路口(第一綜合大樓)：大學南路1186號旁
- 高雄大學社科院西側：高雄大學人文社會科學院西側
- 高雄大學理學院南側：高雄大學理學院南側
- 高雄大學第一宿舍東側：高雄大學第一宿舍東側
- 高雄大學(大學南路側)：大學南路335號(對側)
- 高雄大學管理學院：高雄大學管理學院(西北側)
- 高雄大學行政大樓：高雄大學行政大樓(西北側)
- 高雄大學活動中心：大學南路/高雄大學路口

## 教學單位
- 人文社會科學院

| 人文社會科學院 | 西洋語文學系                             | 運動競技學系                      |
| 人文社會科學院 | 運動健康與休閒學系                       | 東亞語文學系 日語組 越語組 韓語組 |
| 人文社會科學院 | 建築學系                                 | 工藝與創意設計學系                |
| 人文社會科學院 | 韓國研究中心                             | 永續居住環境科技中心              |
| 人文社會科學院 | 越南研究中心                             | 人文科技研究中心                  |
| 人文社會科學院 | 亞熱帶低碳智慧生活應用科技與設計發展中心 |                                   |

- 理學院

| 理學院 | 應用數學系   | 應用化學系   |
| 理學院 | 生命科學系   | 應用物理學系 |
| 理學院 | 統計學研究所 |              |

- 管理學院

| 管理學院 | 應用經濟學系     | 亞太工商管理學系 企業管理組 工業管理組          |
| 管理學院 | 財務金融學系     | 資訊管理學系 （页面存档备份，存于）             |
| 管理學院 | 經營管理研究所   | 國際商業管理碩士學位學程 （页面存档备份，存于） |
| 管理學院 | 社會網絡創新中心 | 區域經濟與產業發展中心                          |

- 工學院

| 工學院 | 電機工程學系           | 土木與環境工程學系 土木工程組 環境工程組 |
| 工學院 | 化學工程與材料工程學系 | 資訊工程學系                             |

- 法學院

| 法學院 | 法律學系     |
| 法學院 | 政治法律學系 |
| 法學院 | 財經法律學系 |
| 法學院 | 法學院博士班 |
| 法學院 | 法律服務社   |

- 教學中心

| 教學中心 | 通識教育中心 | 高階管理人才培育中心                     |
| 教學中心 | 語文中心     | 國際學院(iSchool) （页面存档备份，存于） |

## 研究中心
| 研究中心 | 韓國研究中心             | 東南亞發展研究中心                   |
| 研究中心 | 災害防救科技研究中心     | 產學育成中心                         |
| 研究中心 | 法學研究中心             | 越南研究中心                         |
| 研究中心 | 人文科技研究中心         | 社會網絡創新中心                     |
| 研究中心 | 永續居住環境科技中心     | 區域經濟與產業發展中心               |
| 研究中心 | 扣件及鋼鐵技術研究中心   | 亞熱帶低碳生活應用科技與設計發展中心 |
| 研究中心 | 新能源與電力發展研究中心 | 日月光-高雄大學產學合作中心          |

## 行政單位
| - 校長室 - 行政副校長室 - 教務處 - 總務處 - 研究發展處 - 主計室 - 體育室 - 教學發展中心 | - 學術副校長室 - 秘書室 - 學務處 - 圖書資訊館 - 國際事務處 - 人事室 - 推廣教育中心 |  |

## 台灣國內學校策略聯盟
- 南台灣大學國際交流策略聯盟 （页面存档备份，存于）(ST9; Southern Taiwan 9)

南台灣大學國際交流策略聯盟（簡稱ST9）乃以文藻外語大學、高雄醫學大學、國立中正大學、國立屏東科技大學、國立高雄大學、國立高雄師範大學、國立高雄科技大學、國立臺南大學、義守大學等9所南台灣大學校院為聯盟成員，聯盟合作形式包含「舉辦國際學術活動」、「招收境外生就學、邀請海外學者來訪」、「國際交流資訊共享」、「師生互訪交流」等，並以結合及共享各聯盟學校資源為目的，為南台灣地區之學子營造優良之國際教育環境。

## 知名校友
- 陳柏惟（3Q）：第10屆立法委員
- 陳福海：金門縣第4任縣長
- 黃亭茵：自由車運動員
- 張逸帆（Jerry C）：知名搖滾樂手、吉他手及作曲家
- 蕭貴源（Jerry Shiao）：美國醫師、貿易家、餐飲業者，歷任紐約中華公所主席等職
- 李柏毅：第11屆立法委員、曾任高雄市議員

## 外部連結
- 國立高雄大學（页面存档备份，存于）
- 國立高雄大學臉書 （页面存档备份，存于）
- 國立高雄大學招生資訊 （页面存档备份，存于）
- 認識高大 （页面存档备份，存于）
- 大專校院校務資訊公開平台（页面存档备份，存于）